# Schnapps

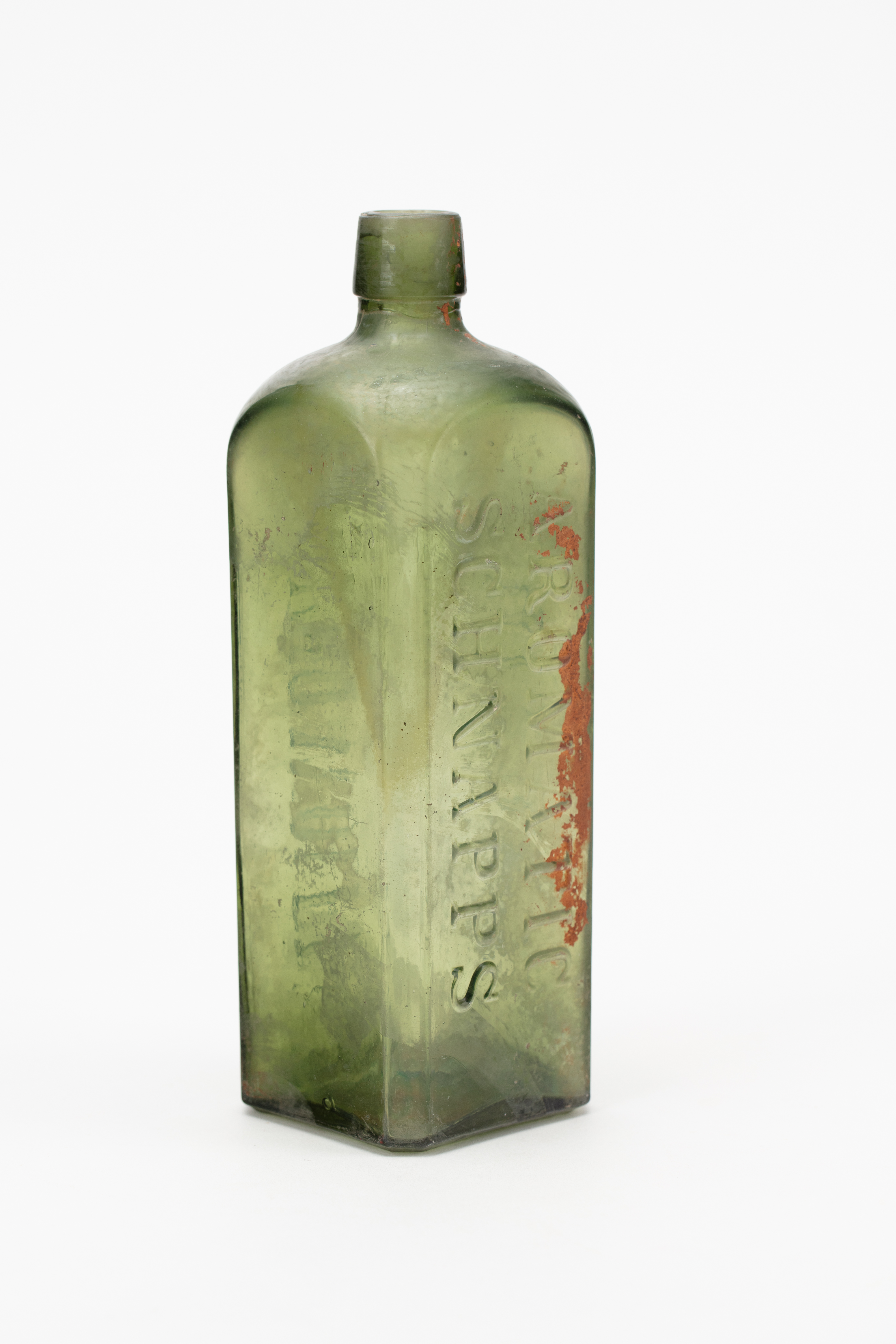

Lo Schnapps o Schnaps è un tipo di bevanda alcolica che può assumere diverse forme, tra cui distillati di frutta, liquori alle erbe, infusi e "liquori aromatizzati" preparati con l'aggiunta di sciroppi alla frutta, spezie o aromi artificiali agli alcolici a grani neutri.

## Etimologia
La parola "schnapps" deriva dalla parola tedesca Schnaps che viene usata in riferimento alle bevande alcoliche. La parola Schnaps deriva dalla lingua tedesca bassa ed è correlata al termine tedesco "schnappen", che si riferisce al fatto che la bevanda alcolica o liquorosa viene solitamente consumata come cicchetto (cioè un bicchierino).

## Europa
Il termine tedesco Schnapps si riferisce a qualsiasi tipo di bevanda alcolica forte, simile all'acquavite.

### Frutta
L'Himbeergeist è una bevanda a base di lamponi selvatici nella regione della Foresta Nera in Germania.
In Austria, Svizzera, Germania meridionale e nella regione francese dell'Alsazia, un tipo di grappa chiamata Obstler o Obstbrand (dal tedesco Obst, frutto) è molto popolare. Le Obstler, che sono acquaviti di frutta, sono principalmente associate alla parte meridionale dell'area di lingua tedesca. Nella Germania settentrionale, quasi tutte le bevande distillate tradizionali sono a base di cereali. 
I principali tipi di frutta utilizzati per la grappa tedesca sono mele, pere, prugne, ciliegie e albicocche. Raramente vengono impiegati frutti diversi da questi cinque. Le mele vengono utilizzate insieme alle pere per produrre l'Obstwasser (acqua di frutta); le pere sono utilizzate per produrre pere di William’s; diversi tipi di prugne rendono Zwetschgenwasser (acqua di prugne); le ciliegie fanno il Kirschwasser (acqua di ciliegie); e le albicocche sono usate per fare i Marillenschnaps austriaci (acquavite di albicocche).
Uno spirito aromatizzato al lampone chiamato Himbeergeist (spirito di lampone) è anche indicato come grappa, anche se non è un Obstler. Invece, si tratta di un infuso di bacche fresche in spiriti neutri, che viene immerso per diverse settimane prima di essere distillato.
I diversi tipi di Obstler sono simili alle varietà di Rakija che si trovano nei Balcani e nell'Europa orientale. Slivovitz è un distillato popolare a base di prugne Damson in tutta la regione.

### Erbe
Kräuterlikör (liquore alle erbe) è un'altra forma popolare di grappa, spesso addolcita. I marchi più noti includono Jägermeister, Underberg, Kuemmerling, Killepitsch e Wurzelpeter.

## America
Una forma liquida molto zuccherata e poco costosa è prodotta in America mescolando lo spirito del grano neutro con sciroppo di frutta, spezie o altri aromi. Denominati "schnapps", questi sono imbottigliati con un contenuto alcolico tipicamente tra il 15% e il 20%, anche se alcuni possono essere molto più alti (anche 30-40%).